# Imbrius diehli
Imbrius diehli là một loài bọ cánh cứng trong họ Cerambycidae.